# Lactobacillus paracollinoides
Lactobacillus paracollinoides è una specie di batterio appartenente alla famiglia delle Lactobacillaceae.